# Jean Capdeville (peintre)
Pour les articles homonymes, voir Jean Capdeville (homonymie) et Capdeville.
Jean Capdeville, né le 13 septembre 1917 à L'Albère, et mort le 30 juillet 2011 à Céret, est un artiste-peintre français.

## Biographie
Jean Capdeville est né le 13 septembre 1917 au mas de Saint-Jean-de-L'Albère.
Après une période pendant laquelle, il commet quelques frasques de jeunesse qui plus tard lui inspireront la série des "Burlesques", en 1937, à l’âge de 20 ans, il est appelé au service militaire avant de s’engager, selon ses propres termes, "pour tuer le temps".
Après quatre années de captivité en Allemagne, il revient à Céret en 1945. Très abattu, sans projet ni énergie, il s’inscrit à un cours de dessin par correspondance. Ce sera son seul apprentissage artistique.
Il commence à peindre en 1947,.
« je me sentais vulnérable et sans défense, et la peinture était pour moi comme un bâton d’aveugle. Une façon de rester debout ».
Aux paysages figuratifs de ses débuts, toujours déserts de personnages, et à la série des "Burlesques" ont succédé des micro paysages presque abstraits.
Deux événements sont à l'origine de cette orientation : la découverte de la peinture romane et celle des écrits de la philosophe Simone Weil…
«... Les notes de Simone Weil me fichaient alors une secousse, des couleurs donc, des traits, des moyens très simples, minces même, des à plats cernés. La richesse, la vraie, intense dedans...»
Sa peinture d'apparence abstraite est toujours ancrée dans le réel, la trace... D'ailleurs, Capdeville refusa d’appartenir à tel ou tel mouvement abstrait.
Initialement ses paysages sont peints à la manière de Céret, mais il développe rapidement un style beaucoup plus personnel avec sa série de graffitis Grotesques. Sa peinture est essentiellement abstraite, mais elle reste en lien avec la vie quotidienne et ses propres expériences personnelles.
Il est mort le 30 juillet 2011 à Céret.
Les obsèques religieuses ont eu lieu le 2 août 2011 en l'église Saint-Pierre à Céret.

## Expositions personnelles
- 1948 Mairie de Céret, Peintures
- 1967 Musée de Céret, " Estampes" sur les Gravures
- 1968 3/08 au 15/10 Musée de Brest, "Estampes"
- 1973 Galerie Thérèse Roussel Perpignan, Gravures
- 1974 5/03 au 5/04 Galerie Athanor, Goethe Institut, Librairie Touriale, Marseille
- 1974 11/05 au 10/06 Galerie Noella Gest, Saint-Rémy-de-Provence
- 1975 été Musée de Céret
- 1975 Galerie Hilbur, Karlsruhe, Gravures
- 1978 24/09 au 19/11 Galerie Hilbur, Karlsruhe
- 1978 16/11 au 3/12 Musée Hyacinthe-Rigaud et au Palais des Congrès de Perpignan
- 1978 29/03 au 30/04 Galerie Chappe-Lautier Toulouse
- 1979 14/07 au 3/09 Château de Castelnou "A fleur de corps"
- 1980 7/05 au 6/06 Université Le Mirail Toulouse
- 1980 16/06 au 11/07 Centre Culturel de la Ville de Toulouse : la Daurade: Livres et Gouaches
- 1981 juin Atelier Hilbur, Karlsruhe
- 1983 19/04 au13/05 Institut Français de Barcelone
- 1985 été Château de Cassan Frac LR
- 1988 18/06 au 20/09 Musée de Céret, Musée de Collioure, Château de Collioure
- 1992 3/06 au 30/08 Musée Taurin , Nîmes
- 1999 26/02 au 30/11 Palais des Congrès de Perpignan, Livres, "1 peintre des poètes"
- 2002 1/06 au 30/09 Fort de Bellegarde Le Perthus "Hommage à ma Mère"
- 2006 1/12 au 30/3 2007 Centre Joê Bousquet - Maison des Mémoires, Carcassonne
- 2007 Maison Bousquet de Carcassonne[6]
- 2008 14/06 au 20/08 Perpignan: Couvent des Minimes[6], Chapelle du Dévot Christ, musée Hyacinthe-Rigaud

## Expositions collectives
- 1964 Janvier/Avril 5e Biennale de peinture de Menton Collective (peintures)
- 1965 Mars-Avril Galerie Maeght Collective " 5peintres et 1 sculpteur"
- 1966 10/01 au 31/01 Salon des Grands et Jeunes d'aujourd'hui Musée d'Art Moderne de la Ville de Paris (peinture)
- 1966 2/05 au 22/05 22e Salon de Mai Musée d'Art Moderne de la Ville de Paris
- 1966 décembre Cabinet des Estampes de la Bibliothèque Nationale Paris (Dépôt légal des Gravures ed. Maeght)
- 1967 Redfern Gallery à Londres " éditions Maeght " (Gravures)
- 1968 4/05 au 26/05 24e Salon de Mai Musée d'Art Moderne de la ville de Paris Gravures
- 1968 Ed. Maeght (gravures) itinérante: Belgrade Zagreb....;
- 1968 Ed. Maeght (Gravures) Tours
- 1969 7/01 au 1/02 Galerie Daniel Templon "Interférences Poètes Peintres" Livre "Places" 1975 17/04 au 14/05 Galerie Noella Gest Collective
- 1976 Bibliothèque Nationale Paris " Le Livre et l'Artiste " Livres
- 1977 16/11/77 au 20/01/78 Galerie Noella Gest " Dire en papier " Collective
- 1978 27/09 au 20/11 Beaubourg Collective "Seny i Rauxa" 11 artistes Catalans
- 1983 Juillet/Août Musée de Céret Expo Livre "El Tretze Vents"
- 1984 20/04 au 20/05 Château de Jau Collective "Collectionneurs Catalans"
- 1984 Frac Midi-Pyrénées Aquitaine LR Madrid Saragosse Barcelone
- 1985 été Château de Castelnau (Lot) et Hotel de la Balène à Figeac " Estimes" Collective
- 1985 avril Aspectes de l'Art Contemporani a Catalunya Nord Andorra 1985 nov/dec
- 1985 Expo Frac LR Musée Paul-Valéry Sète
- 1985 décembre Expo Frac Midi-Pyrénées LABEGE Acquisitions de 1983 à 1985
- 1986 FRAC Lycée Ferdinand Fabre Bédarieux Collective
- 1986 18/03 au 20/04 Chapelle de la Tour d'Aumes" Quimper. De peintres et de Livres. Hommage à Jacque Dupin et André Du Bouchet
- 1989 Octo/Nov Galerie Maeght. (œuvres appartenant à la Galerie)
- 1989 29/04 au 28/05 Galerie Dortindeguey Anduze ed. Fata Morgana 1989 Expo " Pour Edmond Jabès " Paris peintures
- 1990 19/01 au 04/03 Centre Régional d'Art Contemporain Midi-Pyrénées Toulouse " Peintres et Livres "
- 1991 23/10 au 9/11 Galerie Clivages Expo Du Bouchet " Pages, Peintures "
- 1993 5/10 au 31/10 Expo Fata Morgana Domaine du Chateau d'O Montpellier (Livres)
- 1994 8/07 au 9/10 Ateler Cantasel Joigny
- 1995 27/03 au 7/04 Expo FRAC.LR Lycée Régional Perpignan
- 1995 26/06 au 5/09 Expo Jacques Dupin " Le Refuge " Marseille Livres et Poèmes
- 1995 Expo "Les Petits Formats de Maître Rey", musée Hyacinthe-Rigaud, Perpignan
- 1996 5/05 au 1/09 Expo Jacques Dupin Gravelines " L'image prise au mot "
- 1996 avril Galerie Maeght œuvres appartenant à la Galerie
- 2000 28/10 au 31/10 Maison des Mémoires Carcassonne Hommage à Simone Weil
- 2000 octobre Librairie Jean-Claude Vrain Paris. Yves Peyré présente" Peinture et Poésie" avec peintures originales de J. C
- 2001 Sept/octo Biblio. Municipale Lyon Expo " ¨Peinture et Poésie" Livres
- 2001 8/03 au 4/05 Expo Jacques Dupin Fondation Saint-John Perse Aix en Provence
- 2001 24/04 au 24/06 The Fitzwilliam Muséum. The Adeane Gallery Londres " Peinture et Poésie "
- 2001 Dukgraphic aus Frankreich nach 45 Muséum Moderner Kunst-Steftung Worlen Passau (Al)
- 2002 10/04 au 12/07 Université de Paris. Chapelle de La Sorbonne " Peiture et Poésie "
- 2004 été Grand Quevilly. Par la Galerie Maeght, œuvres de la Galerie
- 2005 12/11 au 11/12 Musée de Saint-Cloud. Expo " Dialogues de Papier" expo du livre " Retiré à un Futur " par Médiat. Issy-les-Moulineaux
- 2006 printemps The New-York Public Librairy. The Jeane H and D Samuel Gottesman Exhibition Hall "Peinture et Poésie"
- 2008 5/12 au 28/2/2009 Maison des Mèmoires Carcassonne " Jean Lissarague Editeur